# Mel·lífer de les Fiji
El mel·lífer de les Fiji(Myzomela jugularis) és un ocell del gènere Myzomela endèmica de Fiji de la família Meliphagidae.

## Descripció

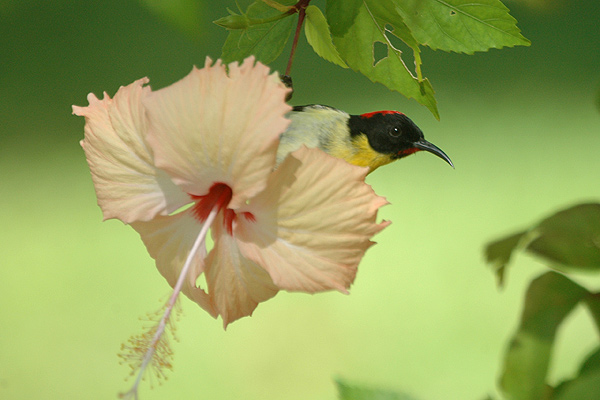
Mascle, a l'illa Caqalai, Ovalau, illes Fiji

Fa uns 10 centímetres de llarg. Les parts superiors són negres amb una gropa escarlata. Les parts inferiors són de color groc pàl·lid. El bec i els peus corbats són negres. El mascle té la corona escarlata.

## Distribució i hàbitat
És endèmica de Fiji, on és l'espècie aviària resident més petita. Es reprodueix a totes les illes excepte a Rotuma. És un ocell conegut als jardins, així com als boscos rurals i als hàbitats de manglars, i també entre els cocoters en zones alterades. Els seus hàbitats naturals són els boscos tropicals humits de les terres baixes i els boscos de manglars subtropicals o tropicals.

## Cria
El petit niu està format per fibres d'arrel i s'amaga a la vegetació arbustiva. Es posa una posta de dos ous, de color rosa pàl·lid amb taques marrons, i després s'incuba durant uns 14 dies.